# Carpodiptera simonis
Carpodiptera simonis là một loài thực vật có hoa trong họ Cẩm quỳ. Loài này được Urb. mô tả khoa học đầu tiên năm 1909.